# 似魣鱼龙属
似魣鱼龙（学名：Barracudasauroides）是混鱼龙科的一个属，生存于中侏罗世，化石发现于中国贵州省。正模标本GMPKU-P-1033为新民市羊圈村关岭组上段发现一具不完整骨骼，地层时间为安尼期佩尔森亚期。似魣鱼龙由迈克尔·迈施（Michael W. Maisch）于2010年命名，模式种是盘县似魣鱼龙（Barracudasauroides panxianensis）。

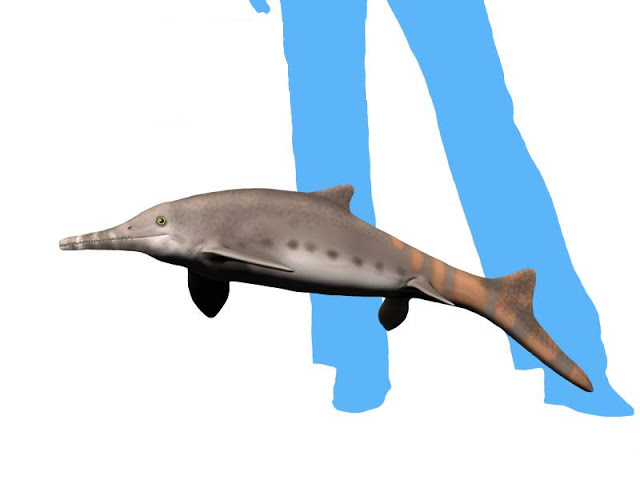
复原图